# Debšín
Debšín je přírodní rezervace v katastrálním území obce Horná Súča v okrese Trenčín v Trenčínském kraji na Slovensku. Území bylo vyhlášeno v roce 1984 a jeho rozloha je 9,61 hektaru. Předmětem ochrany je lesní sesuvné prameniště vytvořené soliflukcí na flyši v Bílých Karpatech. Na lokalitě roste přeslička největší (Equisetum telmateia), prstnatec májový (Dactylorhiza majalis). Stromové patro tvořené především duby s modřínem opadavým (Larix decidua) a javorem klenem (Acer pseudoplatanus) je biotopem datla černého (Dryocopus martius), strakapouda bělohřbetého (Dendrocopos leucotos) a lejska bělokrkého (Ficedula albicollis).